# Mimeure
Mimeure település Franciaországban, Côte-d’Or megyében. Lakosainak száma 326 fő (2022. január 1.). Mimeure Arnay-le-Duc, Clomot, Le Fête, Foissy, Jouey és Musigny községekkel határos.

## Népesség
A település népességének változása:
| Lakosok száma | 312  | 218  | 199  | 247  | 302  | 306  | 309  | 315  | 319  | 326  |
|               | 1968 | 1982 | 1990 | 2006 | 2013 | 2015 | 2017 | 2019 | 2020 | 2022 |